# 繁姓
繁姓（注音：ㄆㄛˊ）為中文姓氏，發源於上古時殷商七族。後曾有改為薄姓者，亦有改為其他姓氏。在漢字姓氏中相當罕見。

## 起源
上古殷商有七族，其中有繁氏，後代以此為氏。周朝時，周武王封幼弟姬封於康國，位處今日河南省禹州西北部，是為康叔。周公平定武庚之亂後，將康叔改封於殷商舊地，以朝歌為都城，管理殷商遺民。因此，陶氏、施氏、繁氏、邽氏、樊氏、飢氏、鍾葵氏等殷商七族便歸其管轄，建立衛國。其族中，繁氏原為馬纓工匠

## 郡望
- 潁川郡

## 延伸阅读
[在维基数据编辑]
 《欽定古今圖書集成·明倫彙編·氏族典·繁姓部》，出自陈梦雷《古今圖書集成》